# Xenambulacraria
Super-embranchement
Sous-divisions de rang inférieur
- Xenoturbellida
- Hemichordata
- Echinodermata

Position phylogénétique
- Bilatériens
  - Orthonectides
  - Acœles
  - Némertodermatides
  - Deutérostomiens
    - Chordata
      - Céphalochordés
      - Olfactores
        - Tuniciers
        - Crâniés
          - Myxines
          - Vertébrés

    - Xénambulacraires
      - Xénoturbellides
      - Ambulacraires
        - Hémichordés
        - Échinodermes

  - Protostomiens
    - Chétognathes ?
    - Lophotrochozoaires
    - Ecdysozoaires

Groupe frère :  Chordata 
Les Xenambulacraria forment un clade réunissant trois embranchements de Deutérostomiens (Deuterostomia) :
- les Xénoturbellides (Xenoturbellida) qui ne comprennent qu'un seul genre, Xenoturbella
- les Hémichordés (Hemichordata)
- les Échinodermes (Echinodermata)

La monophylie de ce clade serait acquise en l'état actuel des connaissances, mais les Xenoturbellida pourraient en être exclus.